# Beckiella borhidii
Beckiella borhidii är en kvalsterart som beskrevs av Balogh och Sandór Mahunka 1978. Beckiella borhidii ingår i släktet Beckiella och familjen Dampfiellidae. Inga underarter finns listade.